# Воєгоща
Воєго́ща — село в Україні, у Камінь-Каширській громаді Камінь-Каширського району Волинської області. Населення становить 1740 осіб.

## Географія
На околиці села знаходиться ландшафтний заказник місцевого значення Мішеч.

## Історія
У 1906 році село Камінь-Каширської волості Ковельського повіту Волинської губернії. Відстань від повітового міста 56 верст, від волості 8. Дворів 100, мешканців 709.

## Постаті
- Романович Олександр Миколайович (1991-2024)   – солдат Збройних Сил України, учасник російсько-української війни. Життя обірвалося трагічно 26 липня 2024 року у Харківській області.
- Ковальчук Михайло Макарович (1989-2024)   – солдат Збройних Сил України, учасник російсько-української війни. Загинув 6 серпня 2024 року під час ДТП у місті Києві. Похований 11 серпня 2024 року на місцевому кладовищі села Воєгоща.
- Балицький Анатолій Йосипович (1966-2024)   – солдат Збройних Сил України, учасник російсько-української війни. Життя обірвалося трагічно 13 жовтня 2024 року у Донецькій області. Похований 14 жовтня 2024 року на місцевому кладовищі села Воєгоща.
- Ковальчук Валентин Ілліч (1976-2024)  – солдат Збройних Сил України, учасник російсько-української війни. Життя обірвалося трагічно 20 жовтня 2024 року у Запорізькій області. Похований 9 січня 2025 року на місцевому кладовищі села Воєгоща.

## Населення
Згідно з переписом УРСР 1989 року чисельність наявного населення села становила 1417 осіб, з яких 708 чоловіків та 709 жінок.
За переписом населення України 2001 року в селі мешкало 1560 осіб.

### Мова
Розподіл населення за рідною мовою за даними перепису 2001 року:
| Мова       | Відсоток |
| ---------- | -------- |
| українська | 99,74 %  |
| російська  | 0,19 %   |
| білоруська | 0,06 %   |